# 男はつらいよ 寅次郎紙風船
『男はつらいよ 寅次郎紙風船』（おとこはつらいよ とらじろうかみふうせん）は、1981年12月29日に公開された日本映画。『男はつらいよ』シリーズの28作目。

## あらすじ
夢は、寅次郎がノーベル医学賞受賞。「Wマドンナ」もともに現れている。
寅次郎は、柴又に帰って満男のお土産に時代遅れとも言える紙風船を渡し、とらやの人たちに気を遣わせる。また、その日行われた柴又小学校の同窓会に出席するが、みんなにバカにされているのを感じ取り、家に帰ってクダを巻く。そんな自分を反省し、翌日とらやを寂しく出て行く。
大分県・夜明にやってきた寅次郎は、家出娘の愛子（岸本加世子）と相部屋を頼まれた縁で知り合い、気っ風のよい彼女にすっかり気に入られ、一緒に啖呵売の旅をする。その途中、テキヤ仲間・常三郎（小沢昭一）の若い女房・光枝（音無美紀子）に声をかけられ、夫が重病だということを聞く。故郷の秋月に常三郎を見舞った寅次郎は、光枝のいないところで、思いがけない相談を持ちかけられる。自分にもしものことがあったら、光枝を妻としてもらってくれというのだ。寅次郎は、真に受けないながらも、病人の手前、そうすると約束する。光枝に送ってもらいつつ、何か困ったことがあれば柴又の自分の家に手紙をよこすように言う寅次郎だったが、光枝は夫がもう長くないことを告げる。間もなく常三郎は亡くなる。
寅次郎は、考えるところがあって愛子を宿に一人残し、柴又に帰るが、すぐに愛子は寅次郎を追いかけてとらやに来る。愛嬌を振りまき、誰からも好かれる愛子だったが、マグロ漁師の兄・健吉（地井武男）がマグロ一本持って迎えにくる。熱血漢の健吉は、最初とらやの人たちに反感を持たれるが、愛子と心が深く結びついていることが次第に判明。健吉は愛子を連れて故郷の焼津に帰る。
さて、寅次郎のもとに、光枝からハガキが来る。夫の死後、東京・本郷の旅館で働いているとのことで、寅次郎はその旅館に光枝を訪ねる。寅次郎は、光枝のことを心配し、とらやに来るように提案して、「そんなふうに言ってくれるの、寅さんだけよ」と返される。帰宅後、光枝の名前は（意識的には）伏せつつも、寅次郎は「俺、所帯持つかも知れない」ととらやの人たちに話し、さらに、ワイシャツにネクタイを締めて就職活動さえ始める。
寅次郎と約束をした日、光枝はとらやを訪ねるが、寅次郎は光枝の応対を家族に任せっきりにし、本人は落ち着かない。その日のうちに仕事のために帰る光枝を柴又駅まで送るが、その途中、亡くなる直前の夫の口から例の約束を聞いていたと、光枝に言われる。「寅さん、約束したの？本気で？」という光枝の言葉に対し、例によってもう一言が出ない寅次郎は、「病人の言うことだからよ、適当に相づち打ってたのよ」「じゃあ、よかった。寅さんが本気でそんなこと約束するはずないわね。安心した、寅さんの気持ち聞いて」というやりとりの末、失恋する。直後、旅に出る寅次郎のもとに、面接を受けた会社からの不採用通知が届く。
正月に、光枝はとらやを訪れる。とらやの仕事を気っ風の良い呼び込みぶりで手伝う光枝には、すっかり明るさが戻っていた。一方で、焼津港から出港するマグロ船に乗る兄を見送る愛子の肩を、寅次郎が叩く。初対面の健吉と寅次郎、そして愛子は、爽やかに手を振り合う。

## キャスト
- 車寅次郎：渥美清
- さくら：倍賞千恵子
- 倉富光枝：音無美紀子 - 寅さんのテキ屋仲間、カラスの常三郎の妻
- 車竜造：下條正巳
- 車つね：三崎千恵子
- 諏訪博：前田吟
- たこ社長（桂梅太郎）：太宰久雄
- 源公：佐藤蛾次郎
- 満男：吉岡秀隆
- 棟梁・茂：犬塚弘 - 寅の同級生。大工。
- 柳：前田武彦 - 寅の同級生。
- 安夫：東八郎 - 寅の同級生。クリーニング屋。
- 小田島健吉：地井武男 - 愛子の腹違いの兄。
- 旅館・章文館（本郷）の客：関敬六
- すみ子:小桜京子 - 寅の同級生。
- テレビの司会者：高橋基子
- 旅館（夜明）の女将：杉山とく子
- 印刷工・中村:笠井一彦
- 印刷工:羽生昭彦
- 印刷工:木村賢治
- 印刷工:篠原靖夫
- 金岡秀秋
- 志馬琢哉
- 俵一
- 山岡甲
- 松谷たくみ
- 小川由夏
- 酒井栄子
- ご近所:秩父晴子
- 旅館（沖吉）の仲居：谷よしの
- 斎藤由美
- 河野登志美
- 長岡恵利子
- 御前様：笠智衆
- 倉富常三郎：小沢昭一（特別出演）- 寅さんのテキヤ仲間。カラスの常。
- 小田島愛子：岸本加世子
- 旅館・章文館の仲居:後藤泰子（ノンクレジット）
- ご近所さん:高木信夫（ノンクレジット）
- 備後屋：露木幸次（ノンクレジット）

## ロケ地
- 大分県日田市（夜明駅、駅前旅館「夜明」）、
- 福岡県うきは市(筑後川橋梁、保木沈下橋)、朝倉市(原鶴温泉(啖呵売))、久留米市(法林寺、月読神社、久留米水天宮)、朝倉市(三連水車、秋月橋たもと、秋月城跡、秋月郷土館、野島川、秋月中学校、今小路橋)、柳川市(商人宿沖吉)
- 東京都葛飾区柴又(川甚(同窓会会場))、文京区本郷(章文館)、江戸川区東篠崎町(江戸川水門)
- 静岡県焼津市(旧焼津港)
- 佐賀県鳥栖市(鳥栖駅前(夢から覚める))

佐藤(2019)、p.631

## エピソード
- DVDに収録されている特典映像の「特報」に入っている久留米でのバッグを売る啖呵売のシーンと本編での啖呵売のシーンは若干異なっている。

- 常三郎の住まいで寅が壁に掛かっている拓本に眼をやる。その詩は北原白秋作の「帰去来」
  - 山門（やまと）は我が産土（うぶすな）／雲騰（あが）る南風（はえ）のまほら／飛ばまし　今一度（いまひとたび）／ 筑紫よ　かく呼ばへば／ 戀（こ）ほしよ潮の落差／火照沁む夕日の潟（かた）／盲（し）ふるに　早やもこの眼／見ざらむ　また葦かび／籠飼（ろうげ）や水かげろふ／帰らなむ　いざ  鵲（かささぎ）／かの空や櫨（はじ）のたむろ／待つらむぞ今一度（いまひとたび）／故郷やそのかの子ら／皆老いて遠きに／何ぞ寄る童ごころ
- 使用された音楽
  - 旅の夜風：万城目正作曲 - 映画『愛染かつら』の主題歌～曲のみ。夢のシーン
  - 仰げば尊し～寅さんが口ずさむ。
  - 梅が枝節～旅館夜明の泊まり客が歌う。
  - ジングルベル - 寅さんが光枝を柴又の駅まで送るシーン
  - 八代亜紀『もう一度逢いたい』作詞:山口洋子 作曲:野崎真一 - 焼津港で、愛子と寅さんがマグロ船の健吉を見送る。

## スタッフ
- 監督・原作：山田洋次
- 脚本：山田洋次、朝間義隆
- 製作：島津清、佐生哲雄
- 音楽：山本直純

## 記録
- 観客動員：144万8000人[5]
- 配給収入：12億1000万円[1]（10億5000万円[5]とも）

## 受賞
- 第37回毎日映画コンクール日本映画優秀賞

## 同時上映
- 『シュンマオ物語タオタオ』

※初の日中合作長編アニメーションながら、当時の映画関係者はアニメ映画をバカにしていたため、「例年傑作を生んでいた男はつらいよの併映がアニメか、パンダの話か、ガッカリだ」などと批判した。